# Cystisoma magna
Cystisoma magna är en kräftdjursart som först beskrevs av Woltereck 1903.  Cystisoma magna ingår i släktet Cystisoma och familjen Cystisomatidae. Inga underarter finns listade i Catalogue of Life.